# Nieves Soteldo
Nieves Maryen Soteldo Moleiro (Barquisimeto, Lara, 9 de diciembre de 1998), más conocida como Nieves Soteldo, es una locutora, periodista y personalidad de televisión venezolana, conocida por ser una de las animadoras de Súper Sábado Sensacional desde 2022, además de ser ancla del segmento Estrenos y Estrellas, del Noticiero Venevisión desde 2019.

## Reseña biográfica
Su infancia transcurrió en la ciudad musical de Venezuela. Desde los 17 años hacía radio y televisión en Barquisimeto, durante el bachillerato en su adolescencia.
Estudió Comunicación Social en la Universidad Fermin Toro, obteniendo el título en la mención de Publicidad.

## Carrera artística
Su carrera en la televisión inició en 2017 en el canal Promar TV de Barquisimeto siendo ancla de la sección de tecnología para el Noticiero Vespertino, luego de 2 meses fue nombrada ancla de dicho noticiero regional, donde trabajo por más de 2 años. Fue conductora desde 2017 hasta 2021 de distintos programas radiales en Circuito Líder 94.9 FM.
En 2019 se mudó a Caracas para ingresar al canal Venevisión, donde labora hasta la fecha como ancla del segmento Estrenos y Estrellas del Noticiero Venevisión.
En el año 2021, condujo el reality show "Miss Venezuela, «La magia de ser miss»", así como los premios Latín Grammy en Venevisión. Posteriormente, fue una de los animadoras oficiales del Miss Venezuela 2021. Esto generó especulaciones sobre sus próximos pasos dentro del canal Venevisión.
En mayo de 2022, en sustitución de Fanny Ottati desde 2020, empezó a ser conductora de Súper Sábado Sensacional, junto a Henrys Silva y José Andrés Padrón, luego de dos años de la Pandemia de Covid-19.
En julio de 2022, se confirmó como parte del staff del Miss Venezuela 2022, siendo esta vez animadora vía streaming.

## Filmografía

### Televisión
| Año           | Título                                 | Cadena     | Notas                              |
| ------------- | -------------------------------------- | ---------- | ---------------------------------- |
| 2017-2019     | Noticiero Vespertino                   | Promar TV  | Ancla                              |
| 2019-presente | Estrenos y Estrellas                   | Venevisión | Segmento de Noticiero Venevisión   |
| 2021-presente | Miss Venezuela, «La magia de ser miss» | Venevisión | Animadora oficial                  |
| 2021          | Premios Grammy Latinos                 | Venevisión | Anfitriona oficial desde Venezuela |
| 2021          | Miss Venezuela                         | Venevisión | Coanimadora                        |
| 2022          | Miss Venezuela                         | Venevisión | Animadora vía Streaming            |
| 2022-presente | Súper Sábado Sensacional               | Venevisión | Coanimadora                        |

### Radio
| Año       | Título    | Emisora                | Notas |
| --------- | --------- | ---------------------- | ----- |
| 2017-2021 | A la 1 PM | Circuito Líder 94.9 FM |       |

## Distinciones
- Reconocimiento como periodista responsable y valiente (Concejo municipal de Baruta, 2022)